# أرت هوب
أرت هوب (بالإنجليزية: Art Hoppe)‏ هو كاتب العمود وصحفي أمريكي، ولد في 23 أبريل 1925 في هونولولو في الولايات المتحدة، وتوفي في 1 فبراير 2000 بسبب سرطان الرئة.